# Ишмухаметов, Альберт Зайнутдинович
Альберт Зайнутдинович Ишмухаметов (род. 25 июля 1948, город Ишимбай) — советский российский математик. Доктор физико-математических наук (1996), профессор (1997).
Живёт и работает в Москве, возглавлял отдел методов нелинейного анализа Вычислительного Центра РАН (отдел расформирован, ВЦ РАН в 2015 г. вошёл в ФИЦ ИУ РАН).

## Биография
Выпускник школы № 1.
В 1972 году окончил факультет вычислительной математики и кибернетики МГУ им. М. В. Ломоносова.
В 1972—1978 гг. работал инженером, старшим инженером в СКБ Московского радиотехнического завода. С 1978 года является младшим научным сотрудником, а с 1980 года — старшим научным сотрудником Вычислительного центра МГУ.
В 1985 году защитил диссертацию на соискание учёной степени кандидата физико-математических наук. В 1996 году защитил диссертацию на соискание учёной степени доктора физико-математических наук. «Условия устойчивости, аппроксимация и численное решение задач оптимального управления: Дис. … д-ра физ.-мат. наук : 01.01.09 М., 1995».
С 1988 года работает в Российской академии наук:
- в 1988—1994 годах — старший научный сотрудник отдела математической физики Института проблем кибернетики РАН.
- в 1994—1997 годах — старший научный сотрудник Института высокопроизводительных вычислительных систем РАН.
- с 1997 года — ведущий научный сотрудник отдела методов нелинейного анализа, а с 2002 года — заведующий отделом методов нелинейного анализа Вычислительного центра имени А. А. Дородницына РАН.
- в 2009—2011 годах — главный научный сотрудник.

Одновременно занимался преподавательской деятельностью:
- в 1986—1991 года — в Московском автомеханическом институте.
- с 1991 года — в Московском авиационном институте.
- в 1995—2010 годах — в Московском энергетическом институте.

### Книги
- Обобщённый метод моментов в задачах оптимального управления / Ф. П. Васильев, А. З. Ишмухаметов, М. М. Потапов. — М. : Изд-во МГУ, 1989. — 142,[1] с.; 22 см; ISBN 5-211-00339-X
- Моделирование процессов управления линейными системами: устойчивость и аппроксимация / А. З. Ишмухаметов. ВИНИТИ, Итоги науки и техники, сер. Вычисл. науки, 1991, 86 с.
- Методы решения задач оптимизации: Учеб. пособие по курсу «Мат. методы оптимизации» / А. З. Ишмухаметов; М-во общ. и проф. образования Рос. Федерации, Моск. энерг. ин-т (техн. ун-т). М.: Изд-во МЭИ, 1998. — 80 с.; 20 см; ISBN 5-7046-0391-2
- Вопросы устойчивости и аппроксимации задач оптимального управления / А. З. Ишмухаметов. М.: ВЦ РАН, 2000, 151 с.
- Вопросы устойчивости и аппроксимации задач оптимального управления системами с распределёнными параметрами / А. З. Ишмухаметов. М., ВЦ РАН, 2001, 120 с.
- Обыкновенные дифференциальные уравнения / Ишмухаметов А. З., Ахметшин А. А., Тюмнев Н. М. Учеб. пос., М., 2002, 144 с.

### Избранные статьи[5]
1. Ишмухаметов А. З. О согласовании параметров регуляризации с шагом разностной сетки. // Вестник МГУ, сер. Выч. мат. и кибернетика, N 3, 1980.
2. Ишмухаметов А. З. Оптимальное управление поперечными колебаниями стержня. // Вестник МГУ, сер. Выч. мат. и кибернетика, N 4, 1981.
3. Ишмухаметов А. З. Синтез оптимального управления для систем, описываемых гиперболическими уравнениями. // «Дифференц. уравн.», т. 21, N 4, 1985, с. 597—605.
4. Васильев Ф. П., Ишмухаметов А. З., Уварова О. А. Применение обобщённого метода моментов к задаче оптимального управления гиперболической системой с линейными ограничениями. // Вестник МГУ, сер. Выч. мат. и кибернетика, N 2, 1986.
5. Ишмухаметов А. З. О гладкости решений задачи Коши для дифференциально-операторного уравнения второго порядка. // Ж. «Дифференц. уравн.», N 3, 1987.
6. Ишмухаметов А. З. Об аппроксимации решений задачи Коши для дифференциально-операторного уравнения второго порядка. // ЖВМиМФ, N 6, 1987.
7. Авдонин С. А., Иванов С. А., Ишмухаметов А. З. Квадратичная задача оптимального управления колебаниями струны. // «Доклады Академии Наук СССР», 1991, Т. 316, № 4.
8. Ишмухаметов А. З., Калиниченко Н. В., Калиниченко М. И. Оптимизация параметров оптического излучения при воздействии на химически активный газ. // Вестник МГУ, сер. Выч. мат. и кибернетика, N 4, 1992.
9. Ишмухаметов А. З. Условия устойчивости и аппроксимации в задачах минимизации. // ЖВМиМФ, т. 33, N 7, 1993.
10. Ишмухаметов А. З. Условия устойчивости и аппроксимации в задачах оптимального управления гиперболическими системами. // ЖВМиМФ, т. 34, N 1, 1994.
11. Ишмухаметов А. З., Лукин В. В. Организация словаря данных в предметно-ориентированных программных оболочках. // Ж. «Системы управления базами данных», № 1, 1998.
12. Ишмухаметов А. З., Юлина А. В. Аппроксимация квадратичной задачи оптимального управления параболической системой. М., Изд-во МЭИ, // Ж. Вестник МЭИ, N 6, 1998, с. 73-84.
13. Ишмухаметов А. З., Злотник А. А. Некоторые оценки погрешности проекционно-сеточной аппроксимации задач оптимального управления гиперболическими системами. М., Изд-во МЭИ, // Ж. Вестник МЭИ, N 6, 1999, с. 33-45.
14. Ишмухаметов А. З. Управляемость гиперболических систем при сингулярных возмущениях. // «Дифференц. уравн.», т. 36, N 2, 2000, с. 272—284.
15. Ишмухаметов А. З. Условия и оценки сходимости решений задач управления гиперболическими системами с сингулярными возмущениями. // «Дифференц. уравн.», т. 36, N 6, 2000, с. 774—783.
16. Ишмухаметов А. З. Двойственный регуляризованный метод решения одного класса выпуклых задач минимизации. // ЖВМиМФ, т. 40, N 7, 2000, с. 1045—1060.
17. Ишмухаметов А. З. Регуляризованные методы оптимизации с конечношаговыми внутренними алгоритмами. // Докл. РАН, 2003, Т. 390, № 3.
18. Ишмухаметов А. З. Регуляризованные приближённые методы проекции и условного градиента с конечношаговыми внутренними алгоритмами. // ЖВМиМФ, т. 43, N 12, 2003.
19. Заболотская Е. Н., Заболотский Е. В., Ишмухаметов А. З. Управление колебаниями упругой круговой пластиной. М.: Изд-во МАМИ. // Избранные проблемы прикладной механики и математики, 2003.